# 蘇門答臘條鰍
蘇門答臘條鰍（學名：Nemacheilus tuberigum）為輻鰭魚綱鯉形目條鰍科條鰍屬的其中一種。被IUCN列為易危保育類動物，分布於亞洲印尼蘇門答臘淡水流域，體長可達4.9公分，棲息在水質清澈、岩石底質的河川底層水域，生活習性不明。

## 扩展阅读
維基物種上的相關：蘇門答臘條鰍